# Dżabir Mubarak al-Hamad as-Sabah
Dżabir Mubarak al-Hamad as-Sabah (arab. ‏جابر مبارك الحمد الصباح‎; ur. 5 stycznia 1942 w Kuwejcie, zm. 14 września 2024 tamże) – kuwejcki szejk, minister obrony w latach 2001–2003 oraz 2006–2011, minister spraw wewnętrznych w latach 2003–2007, wicepremier od 2001 do 2011, Premier Kuwejtu od 4 grudnia 2011 do 19 listopada 2019 roku.

## Życiorys
Dżabir Mubarak al-Hamad as-Sabah urodził się 5 stycznia 1942 w Kuwejcie. Karierę polityczną rozpoczynał na dworze emira. W latach 1968–1972 pełnił funkcję kontrolera Departamentu Spraw Administracyjnych w Pałacu Emira Kuwejtu, a następnie funkcję dyrektora tego departamentu (do 1975). Od 1975 do 1979 był podsekretarzem w Departamencie Finansowym i Administracyjnym.
Od 1979 do 1985 zajmował stanowisko gubernatora w gubernatorstwie Hawalli, a następnie w gubernatorstwie Al-Ahmadi (1985–1986). W latach 1986–1988 pełnił funkcję ministra spraw społecznych i pracy, a od 1988 do 1990 ministra informacji. Po I wojnie w Zatoce Perskiej został doradcą emira Kuwejtu.
14 lutego 2001 został mianowany wicepremierem oraz ministrem obrony. 14 lipca 2003 objął stanowisko wicepremiera i ministra spraw wewnętrznych, a 7 lutego 2006 stanowisko pierwszego wicepremiera, ministra spraw wewnętrznych oraz ministra obrony. 25 marca 2007 objął stanowisko pierwszego wicepremiera oraz ministra obrony.
30 listopada 2011, dwa dni po rezygnacji rządu Nasira al-Muhammada al-Ahmada as-Sabaha z powodu oskarżeń o korupcję, emir Sabah al-Ahmad al-Dżabir as-Sabah mianował go nowym premierem Kuwejtu. 4 grudnia 2011 został zaprzysiężony. 19 listopada 2019 zakończył urzędowanie na tym stanowisku.

## Ordery i odznaczenia
- Order Księcia Jarosława Mądrego II stopnia (Ukraina, 2011)[7]